# NGC 6542
NGC 6542 est une petite galaxie lenticulaire vue par la tranche, rapprochée et située dans la constellation du Dragon. Sa vitesse par rapport au fond diffus cosmologique est de 593 ± 41 km/s, ce qui correspond à une distance de Hubble de 8,75 ± 0,86 Mpc (∼28,5 millions d'al). NGC 6542 a été découverte par l'astronome américain Lewis Swift en 1886.
Comme cette galaxie est rapprochée du Groupe local, la distance de Hubble est peu fiable. Comme il n'y a aucune mesure indépendante du décalage vers le rouge, sa distance et aussi son diamètre sont très incertains.